# 沼サンゴ

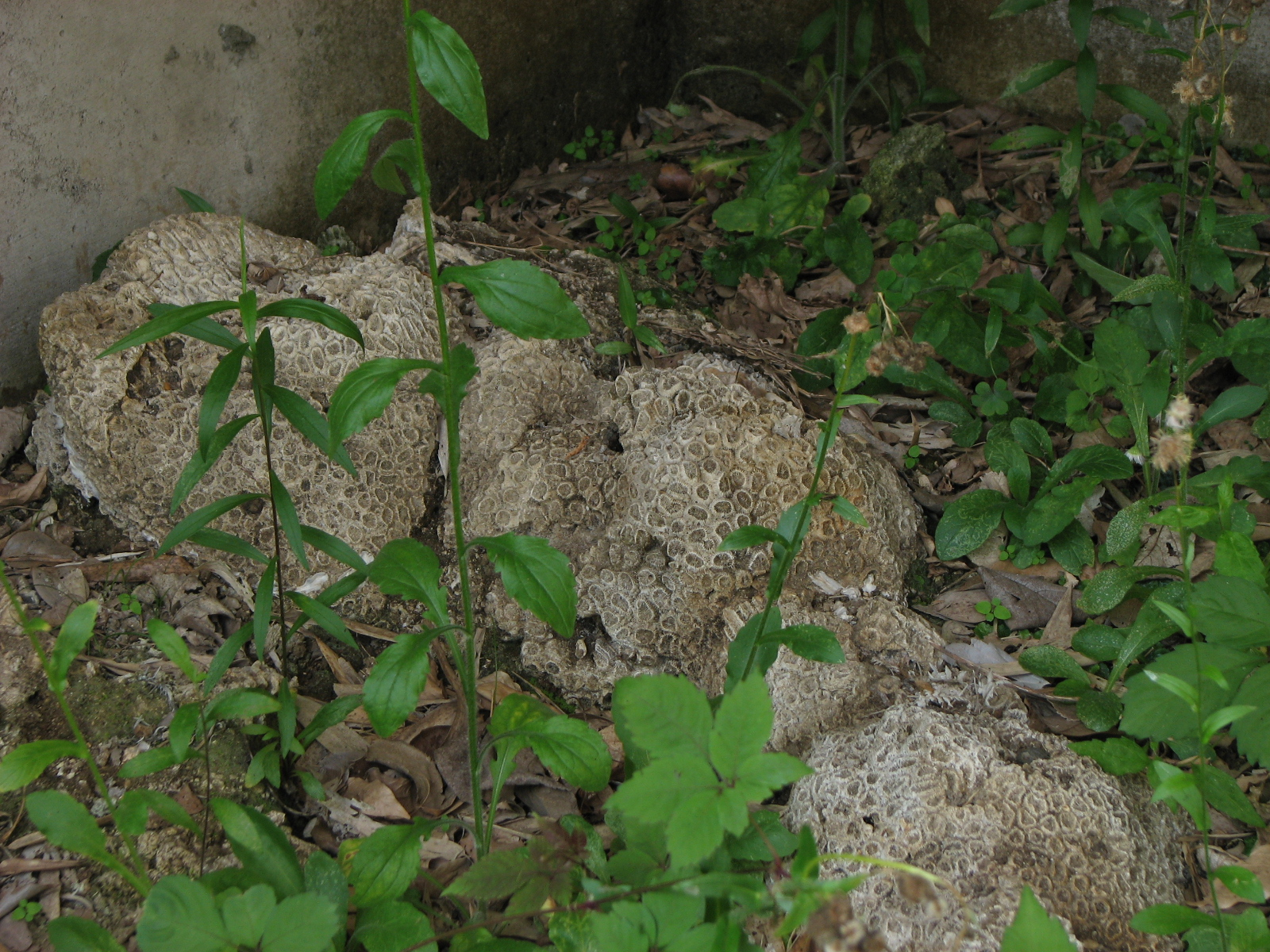
沼サンゴ(千葉県館山市沼)

沼サンゴ（ぬまさんご）とは、千葉県房総半島南端の館山市周辺に形成されたサンゴ礁の化石群。館山市周辺の沼（ぬま）地区での研究が進んでいたことからその名が付けられた。沼地区および同市南条地区、同市香(こうやつ)地区などで見られる。

## 概要
およそ6000年前の縄文海進の時期に形成された造礁サンゴ礁であり、海水面の低下や関東大震災時の隆起を経た現在では標高約20-30m（海岸線からは1kmほど内陸）の地点にある。層からはおよそ75-100種のサンゴや貝類などの海棲生物の化石が確認されている。これらの化石からは、造礁当時の南房総が現在よりも温暖な気候で、現在の奄美大島近辺の海域の環境に近い状況にあったことが判明している。
沼地区（千葉県指定天然記念物）
場所：館山市沼521-3
指定年月日：昭和42年3月7日
南条地区（館山市指定天然記念物）
場所：館山市南条518-2 八幡神社
指定日年月：昭和40年4月21日
2008年には「沼のサンゴ層」がちば遺産100選に選ばれた。

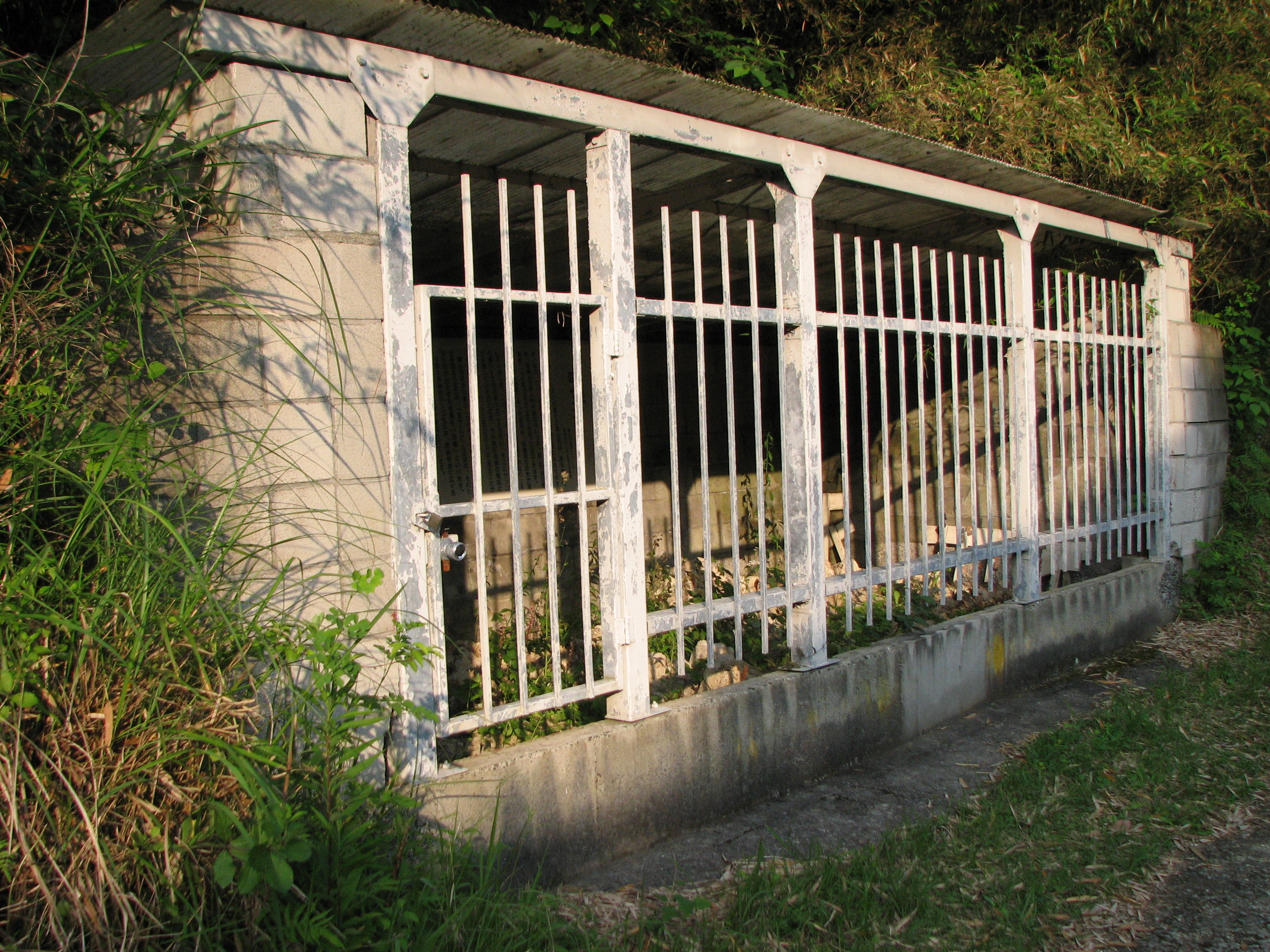
沼サンゴ層露頭が保護されているケージ
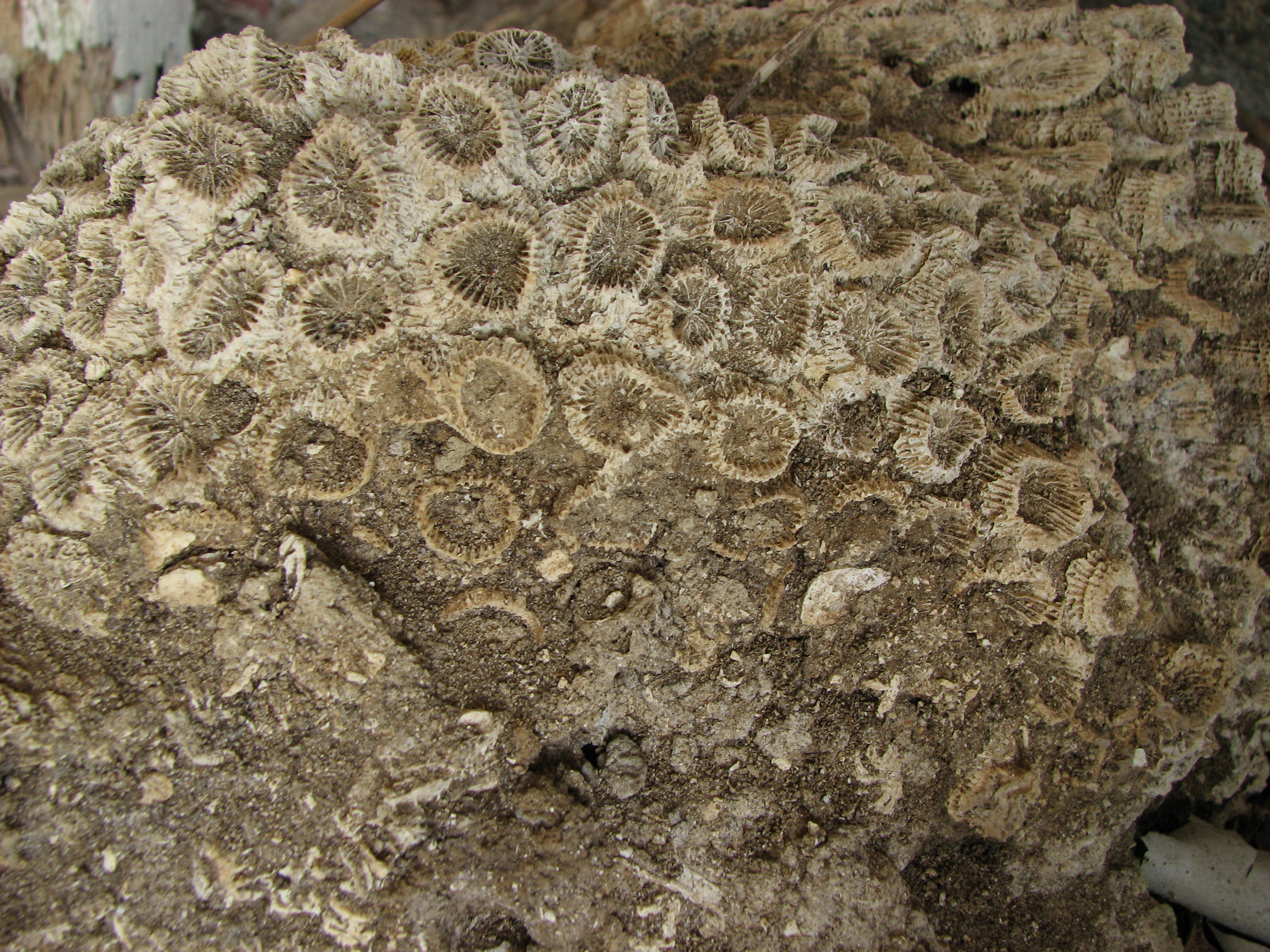
拡大写真。キクメイシの一種